# Michael Wenzel von Althann (1743–1810)
Michael Wenzel von Althann (ur. 1743, zm. 1810) – austriacki arystokrata z rodu Althannów, właściciel dóbr ziemskich w południowej części hrabstwa kłodzkiego.

## Życiorys
Urodził się w 1743 roku jako drugi syn Michaela Wenzela Rudolpha von Althanna i jego żony Marii Anny von Lichtervelde (1708-1794). Związał się z dworem cesarskim w Wiedniu, gdzie otrzymał godność szambelana. Po śmierci swojego starszego brata, Michaela Karola, przejął posiadłości rodowe w hrabstwie kłodzkim, takie jak: majorat w Międzylesiu, dobra w Roztokach oraz Wilkanowie. Na okres jego rządów przypadł krach gospodarczy na ziemi kłodzkiej, spowodowany toczącymi się na tym terytorium wojnami napoleońskimi, który dosięgnął także jego dóbr ziemskich.
Michael Wenzel trzykrotnie wstępował w związek małżeński. Jego pierwszą wybranką była Elisabeth von Baden-Baden, z którą wziął ślub w 1775 we Fryburgu Bryzgowijskim. Po jej śmierci w 1789 powtórnie ożenił się z Marią Aloisią von Rechbach (zm. 1801). Ostatni raz na ślubnym kobiercu Michael Wenzel stanął w 1806 z Aloisią Karoliną von Nimptsch (1771-1832). Pozostawił po sobie jedynego syna, Karla Albrechta (1792-przed 1832). Zmarł w 1810 r. w wieku 67 lat i został pochowany w międzyleskim kościele parafialnym. Zgodnie z ustaleniami rodowymi, jego włości zostały zapisane po jego śmierci jego dalekiemu kuzynowi, Michaelowi Johannowi Nepomuckowi z hiszpańskiej linii rodu. 